# Bogusław
Bogusław  ist ein polnischer Vorname slawischer Herkunft, der sich aus den beiden Wörtern „Bóg/bog“ (Gott, Reiche, Glück) und „sława“ (Ruhm) zusammensetzt.  Varianten umfassen: Boguslaw (Deutsch), Boguslaus oder Bohuslaus (Latein), Bogislaw, Bohuslav.  Die weibliche Form ist Bogusława.

## Bekannte Namensträger
- Bogusław Adamowicz (1870–1944), polnischer Schriftsteller, Dichter, Dramaturg und Maler
- Bogusław Bakuła (* 1954), polnischer Literaturhistoriker und -kritiker sowie Übersetzer
- Bogusław Bidziński (* 1973), polnischer Opernsänger (Tenor)
- Bogusław Fornalczyk (* 1937), polnischer Radrennfahrer
- Bogusław Furtok (* 1967), polnischer Kontrabassist, Komponist und Musikpädagoge
- Bogusław Kaczyński (1942–2016), polnischer Journalist, Musikkritiker und -theoretiker und Fernsehmoderator
- Bogusław Kierc (* 1943), polnischer Dichter, Schauspieler, Regisseur und Essayist
- Bogusław Kowalski (* 1964), polnischer Politiker
- Bogusław Linda (* 1952), polnischer Schauspieler
- Bogusław Maj (* 1960), polnischer Eishockeyspieler
- Bogusław Mamiński (* 1955), polnischer Leichtathlet
- Bogusław Pawłowski (* 1962), polnischer Biologe (Humanbiologie)
- Bogusław Psujek (1956–1990), polnischer Langstreckenläufer
- Bogusław Radziwiłł (1620–1669), litauischer Adeliger, Magnat, Staatsmann und Reichsfürst des Heiligen Römischen Reiches
- Bogusław Samborski (1897–1971), polnischer Schauspieler
- Bogusław Schaeffer (1929–2019), polnischer Komponist, Musikwissenschaftler und -pädagoge und Schriftsteller
- Bogusław Wontor (* 1967), polnischer Politiker
- Bogusław Wróblewski (* 1955), polnischer Literaturwissenschaftler
- Bogusław Zych (1951–1995), polnischer Fechter